# Chapelle Notre-Dame-de-Folgoat de Lansalaün
La chapelle Notre-Dame-de-Folgoat est située sur la commune de Paule en France.

## Localisation
La chapelle est située sur la commune de Paule, au lieu-dit de Lansalaün, à une dizaine de kilomètres de Carhaix-Plouguer et toute proche du canal de Nantes à Brest, dans le département des Côtes-d'Armor, dans la région Bretagne.

## Description
La chapelle, à contreforts projetés, se compose d'un clocher à deux étages avec une flèche octogonale, d’une nef à chevet carré et d’un bas-côté avec une charpente apparente en berceau à plein cintre.
La verrière date de 1528 et permet de situer la construction de la chapelle au début du XVIe siècle, construction sans doute impulsée par la famille De Leslay de la seigneurie de Keranguével (manoir de 1717 encore visible). À l'extérieur, un calvaire et une petite fontaine sous abri à pignon pointu.
Le mobilier et la statuaire sont intéressants : une tribune de 1719, un autel en bois polychrome, trois statues en bois évidé et peint : saint Joseph, saint Nicodème et saint Roch, une Vierge à l’enfant également en bois polychrome, datant du XVIIe siècle : Marie, portant Jésus, foule aux pieds un démon mi femme-mi serpent, peut-être Ève puisque le démon semble tenir une pomme d’une main,.

## Historique
Jadis appelée « Terre de Salomon », traduction en français du breton Salaün, la légende se rattache à celle de Salaün ar Foll du Folgoët (Finistère).
La chapelle est classée au titre des monuments historiques par arrêté du 23 avril 1920.

## Protection
Éléments protégés : la chapelle, la fontaine, le calvaire, ifs et clôture du cimetière.

## Galerie

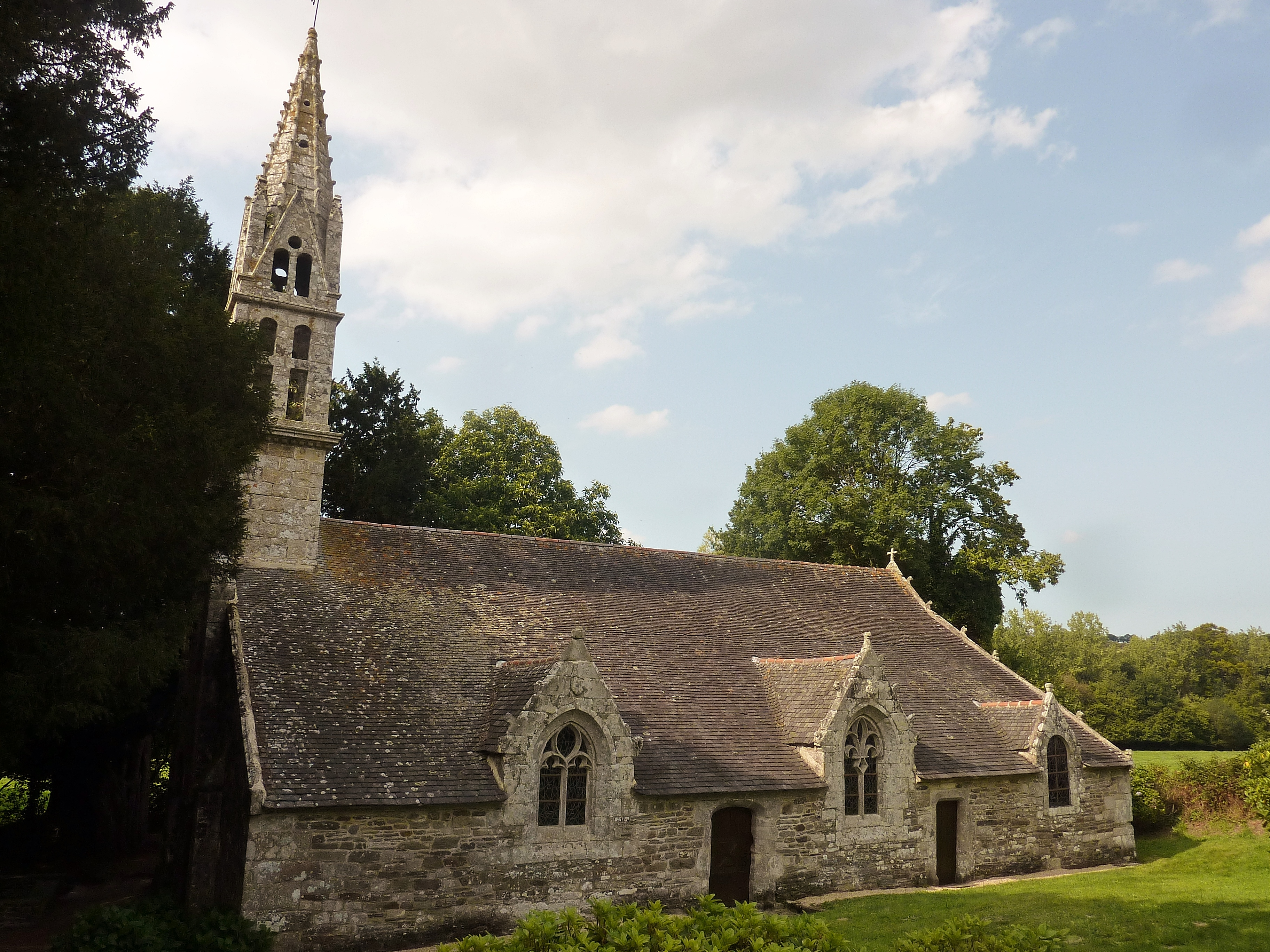
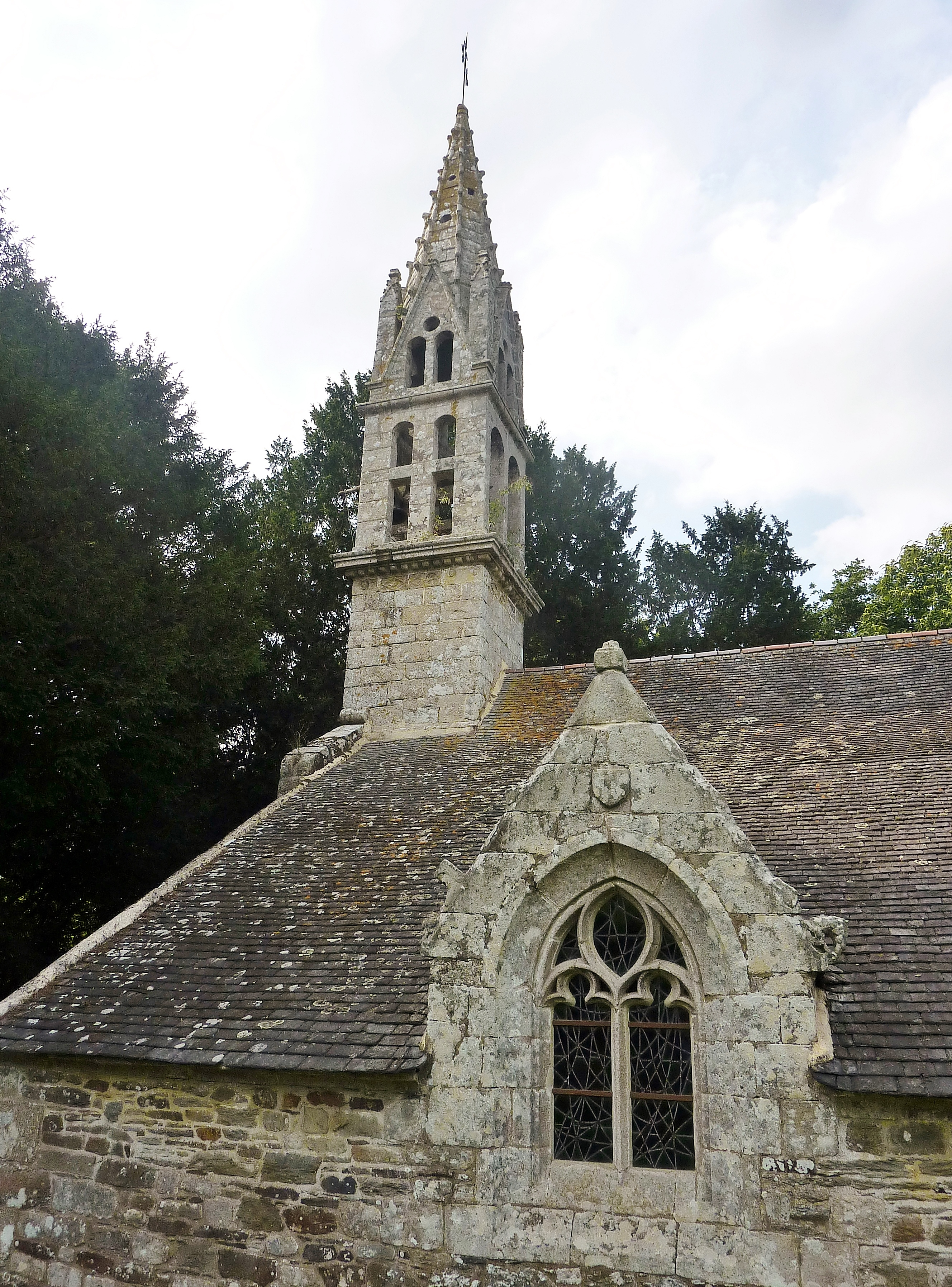
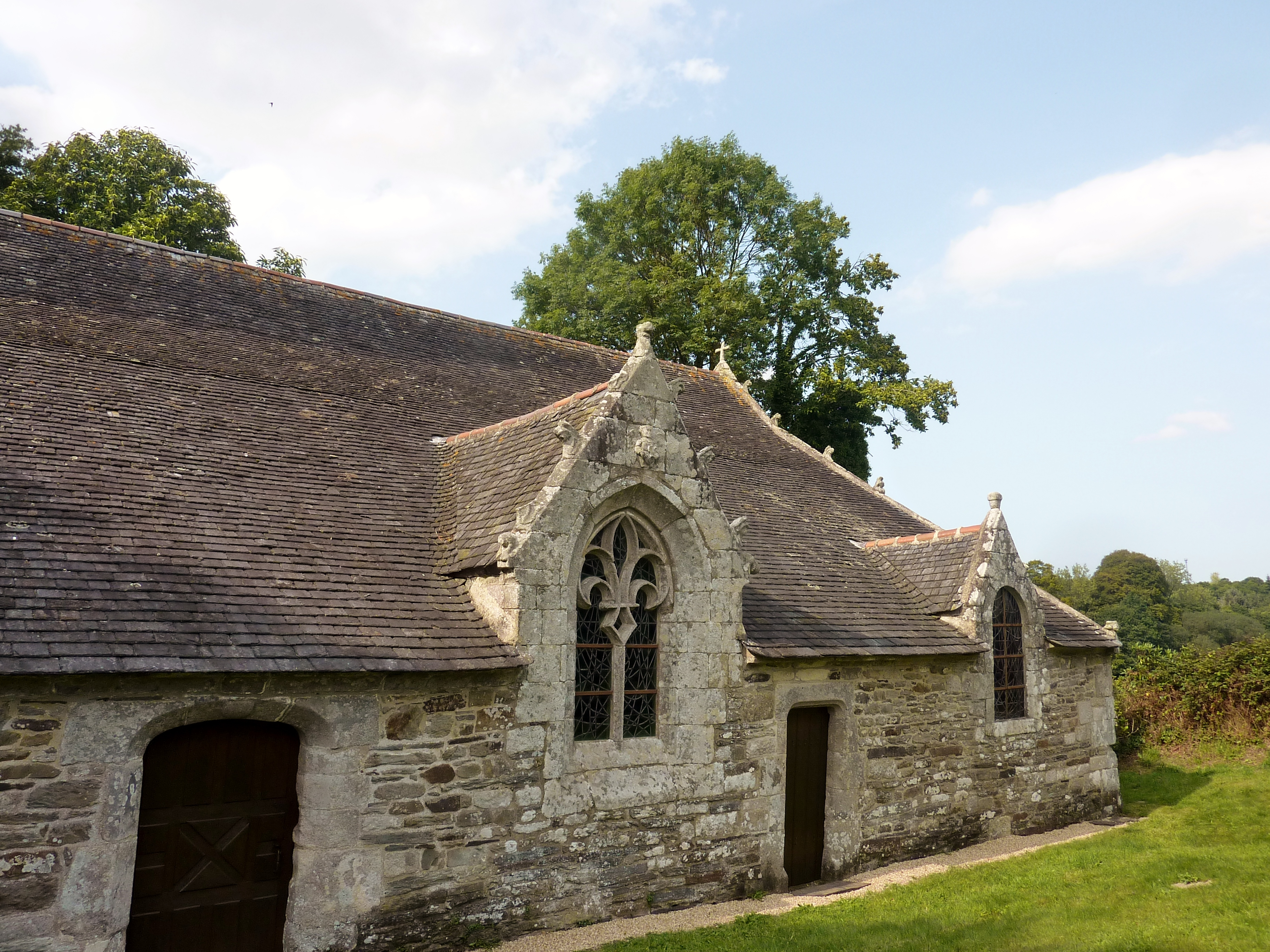
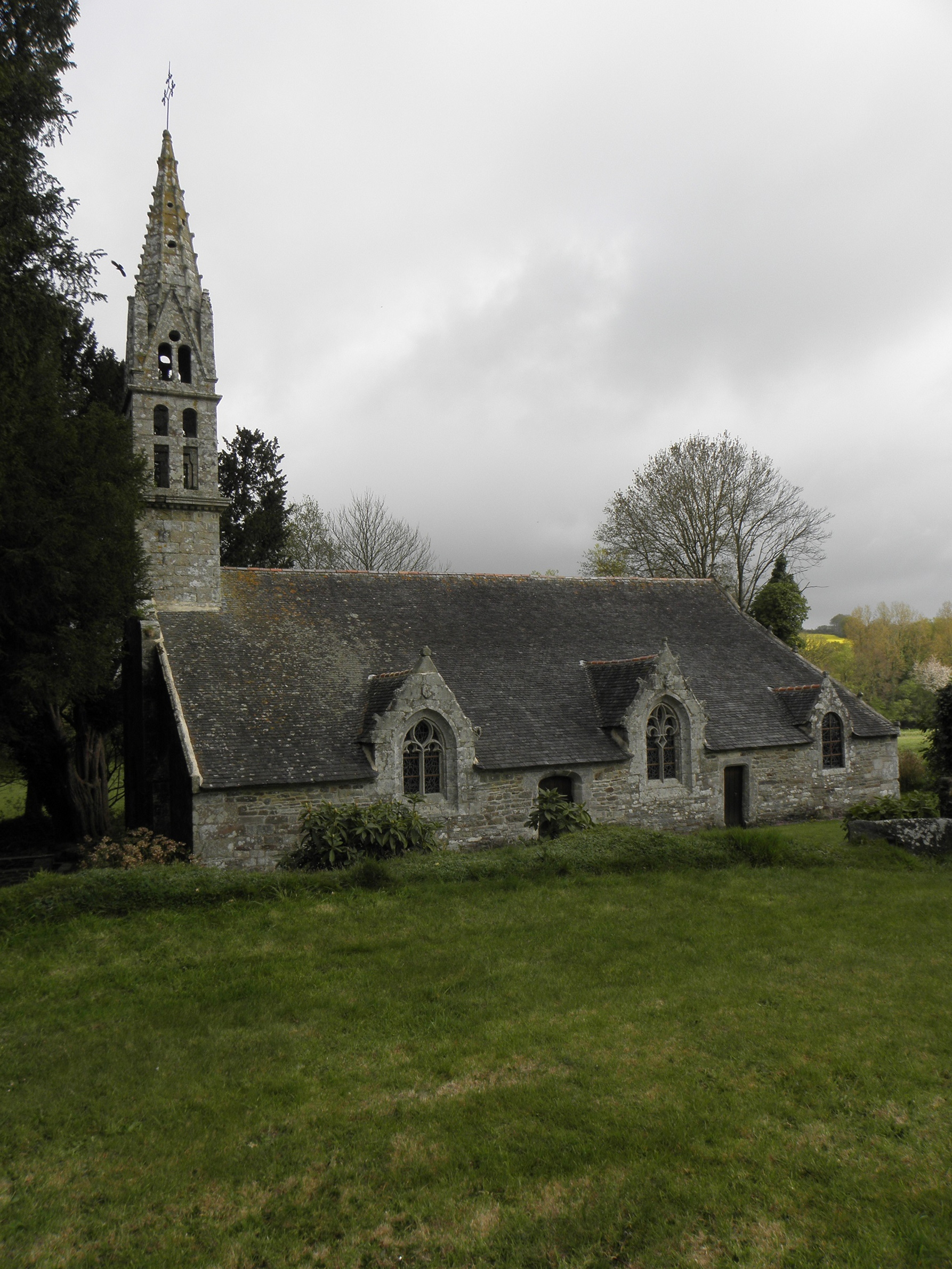
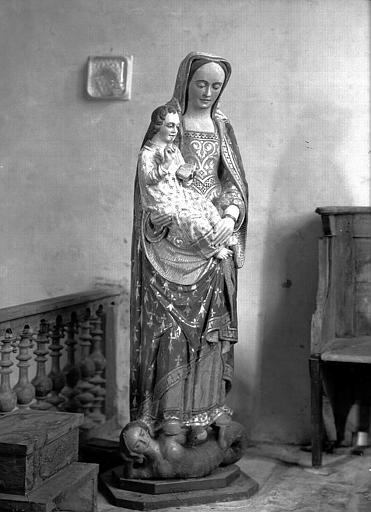
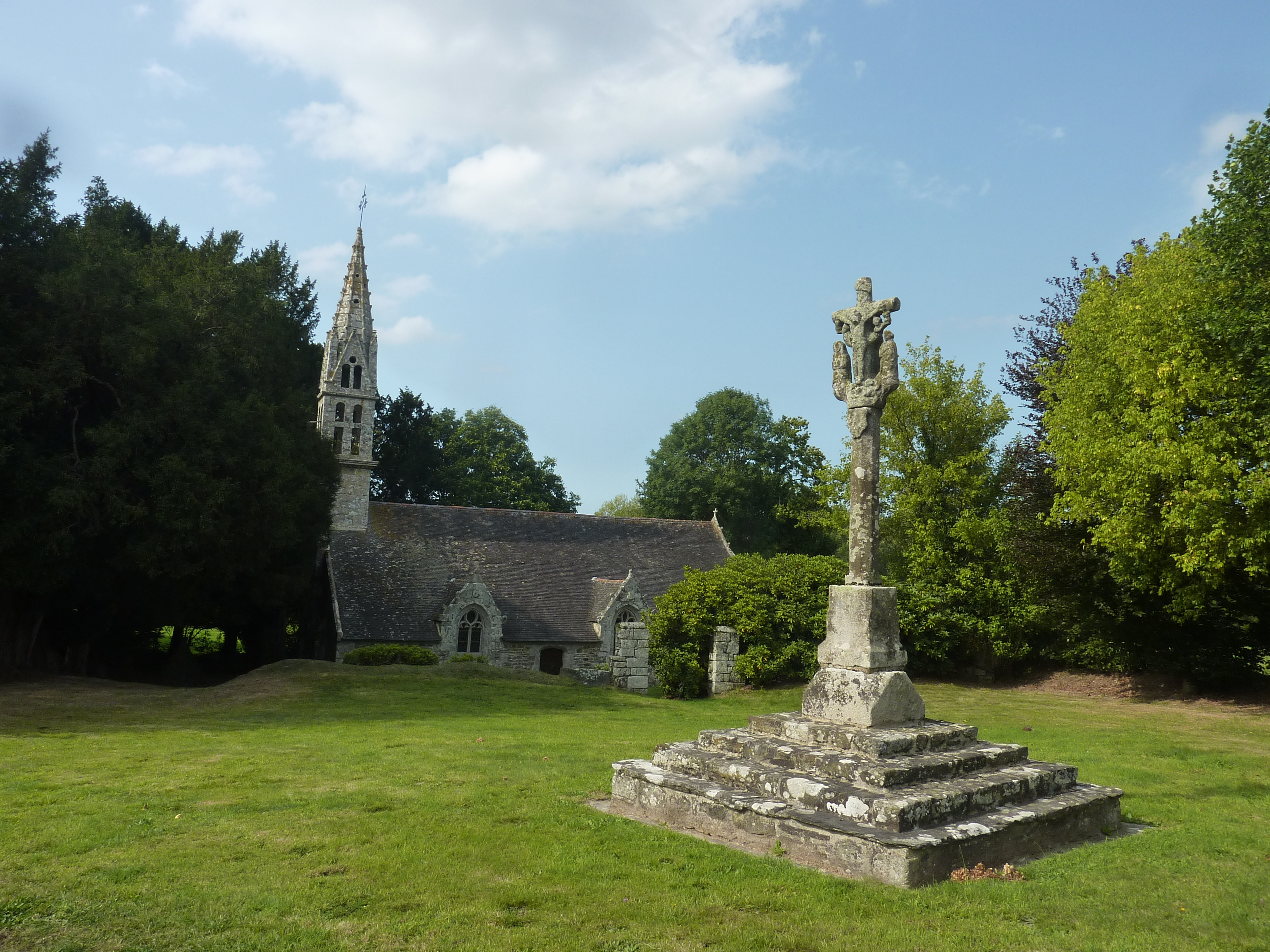
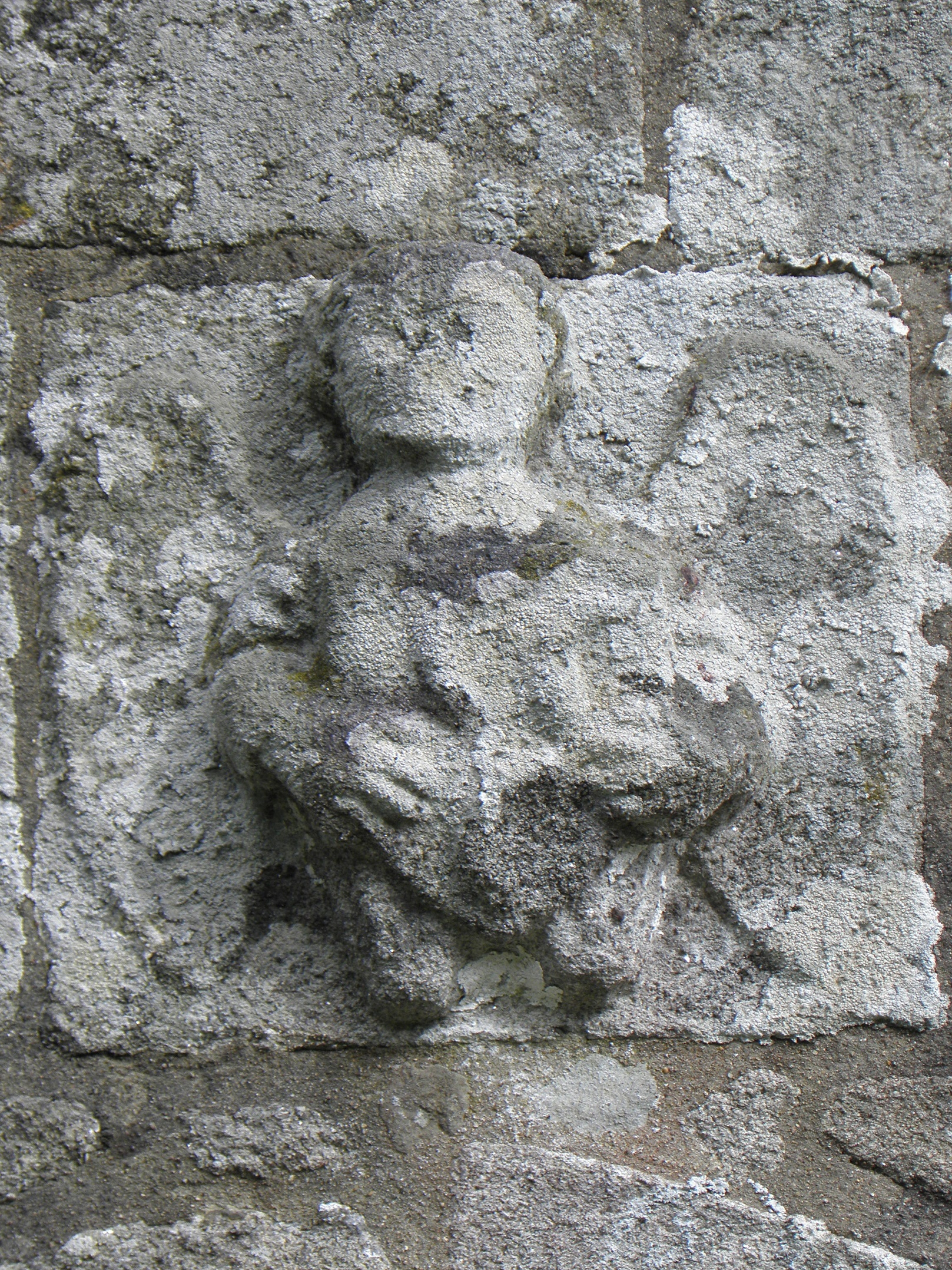
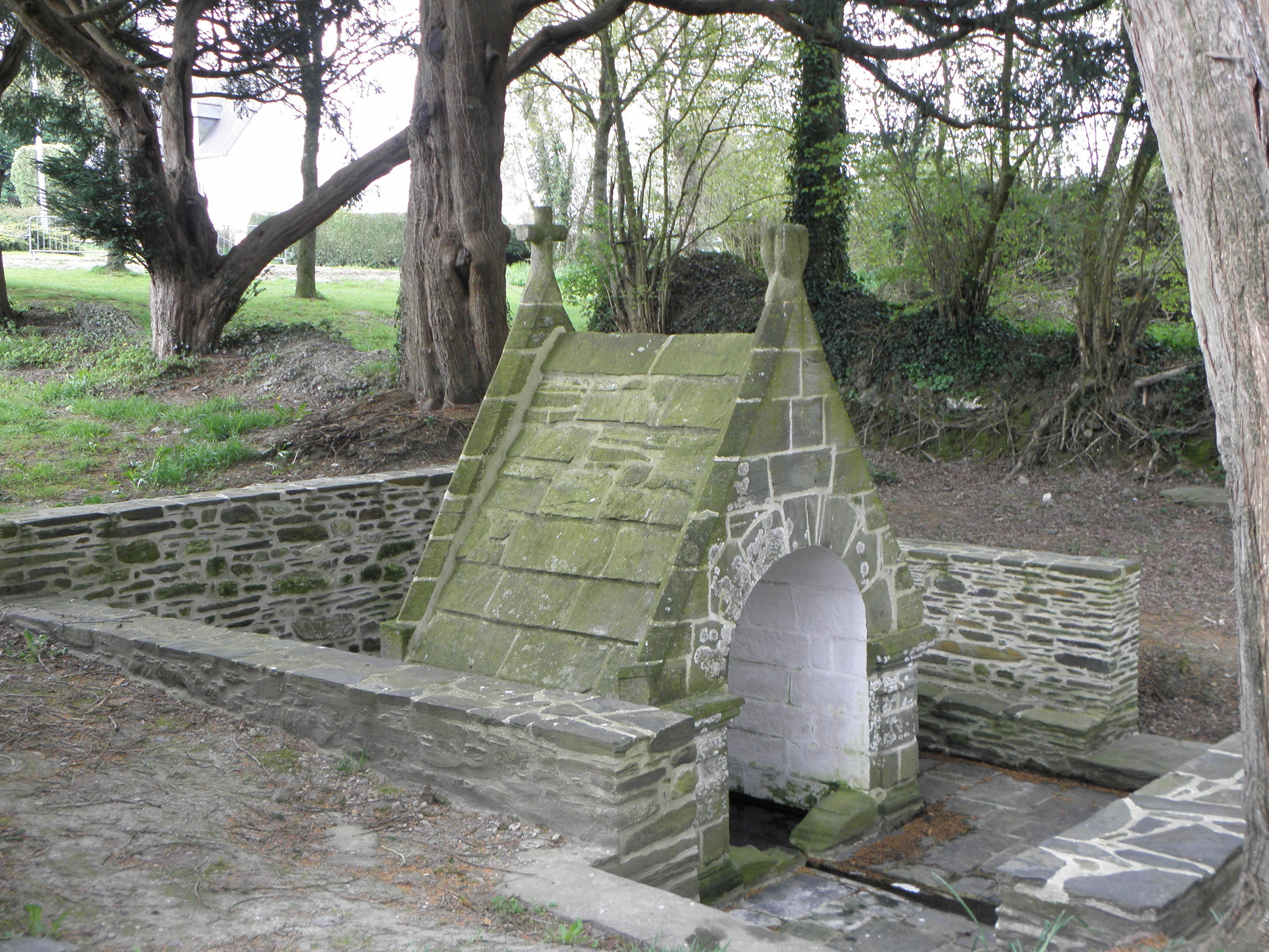